# Michel Sadelain
Michel Sadelain, né en 1960 à Paris, est ingénieur généticien et thérapeute cellulaire au Memorial Sloan Kettering Cancer Center de New York, où il est titulaire de la chaire Steve et Barbara Friedman. Il est le directeur fondateur du Centre d'ingénierie cellulaire et le chef du Laboratoire de transfert et d'expression de gènes. Il est membre du département de médecine du Memorial Hospital et du programme d'immunologie de l'Institut Sloan Kettering. Il est surtout connu pour ses contributions majeures à l'ingénierie des cellules T et à la thérapie des récepteurs antigéniques chimériques (CAR), une immunothérapie basée sur l'ingénierie génétique des propres cellules T d'un patient pour traiter le cancer.

## Formation et carrière
Il obtient un doctorat en médecine à l'université de Paris, en 1984 puis un doctorat en immunologie à l'université d'Alberta à Edmonton, au Canada, en 1989. Il suit une formation postdoctorale au Whitehead Institute for Biomedical Research, au Massachusetts Institute of Technology (MIT) à Cambridge, au Massachusetts. C'est au MIT que Sadelain commence ses recherches sur le génie génétique. En 1994, il rejoint Memorial Sloan Kettering en tant que membre assistant de l'Institut Sloan Kettering, où il met en place des programmes sur l'ingénierie des cellules souches hématopoïétiques humaines et des cellules T.
En 2008, il fonde le Centre d'ingénierie cellulaire à Memorial Sloan Kettering. Il est l'ancien président de la Société américaine de thérapie cellulaire et génique (2014-2015) et a siégé à son conseil d'administration de 2004 à 2007. Il a été membre du Recombinant DNA Advisory Committee (RAC) du NIH de 2013 à 2015.

## Recherches
Sadelain et son équipe étudient le transfert de gènes dans les cellules souches hématopoïétiques et les cellules T, la régulation de l'expression des transgènes, la biologie des récepteurs antigéniques chimériques et les stratégies thérapeutiques visant à renforcer l'immunité contre le cancer. Il est un spécialiste reconnu dans la conceptualisation et la conception de récepteurs synthétiques pour l'antigène, qu'il a nommés récepteurs antigéniques chimériques (CAR).
Les cellules T peuvent être modifiées pour exprimer un CAR afin d'acquérir la capacité de reconnaître et de détruire les cellules cancéreuses. Sadelain a qualifié les cellules T CAR de « médicaments vivants ».
Un CAR comprend généralement un fragment d'anticorps (scFv (en)) pour reconnaître le cancer et un domaine de signalisation modulaire pour activer la cellule T et promouvoir sa multiplication et sa persistance.
Les cellules T CAR sont fabriquées en extrayant les cellules T d'un patient cancéreux, en insérant une CAR dans la cellule à l'aide d'un vecteur tel qu'un vecteur gamma-rétroviral ou lentiviral, puis en réinfusant les cellules T génétiquement instruites. Les recherches actuelles de Sadelain font appel à l'édition du génome, dont il a montré qu'elle permettait d'obtenir de meilleures cellules T CAR lorsque la CAR est exprimée à partir du locus TRAC,,.
Le laboratoire de Sadelain a conçu des CAR de deuxième génération, dotés à la fois de propriétés d'activation et de costimulation, ce qui fait partie intégrante du succès des thérapies CAR. En 2003, le laboratoire de Sadelain a identifié le CD19 comme une cible pour la thérapie CAR chez la souris. Après l'établissement de la fabrication clinique de cellules CAR T par le Dr Isabelle Rivière au Memorial Sloan Kettering Cancer Center, l'équipe de Sadelain a été la première à faire état de réponses moléculaires complètes induites par des cellules CAR T CD19 chez des adultes atteints de leucémie lymphoblastique aiguë récidivante et réfractaire,,. L'équipe du Memorial Sloan Kettering Cancer Center a reçu la désignation de percée de la FDA pour ce traitement en 2014.
En 2017, la FDA américaine a approuvé les premières thérapies CAR, ciblant CD19 avec des CAR de deuxième génération.
Les recherches de M. Sadelain sur les cellules CAR T « prêtes à l'emploi » dérivées de cellules souches pluripotentes induites (iPSC) sont actuellement développées dans le cadre d'une collaboration avec Fate Therapeutics. Ses recherches avec le Dr Prasad S. Adusumilli ont abouti à une collaboration avec Atara Biotherapeutics, Inc. pour un produit candidat destiné à traiter le mésothéliome malin à l'aide de cellules CAR T ciblant la mésothéline, appelées icasM28z.
En 2013, Sadelain a cofondé Juno Therapeutics Inc.,.
Sadelain a également conçu des vecteurs lentiviraux codant le gène de la β-globine pour le traitement des hémoglobinopathies graves, dont la β-thalassémie et la drépanocytose.
L'équipe de MSK a été la première à traiter des patients atteints de β-thalassémie aux États-Unis. L'histoire du domaine et les contributions de Sadelain sont relatées dans la conférence commémorative George Stamatoyannopoulos de 2021 lors de la réunion annuelle de l'American Society of Gene and Cell Therapy,.

## Brevets
Sadelain détient de nombreux brevets dans le domaine de l'immunothérapie.
- Brevet américain n° 7446190B2 portant sur des acides nucléiques codant pour des récepteurs de cellules T chimériques[22].
- Brevet américain no 10,370,452 portant sur des compositions et des utilisations de cellules T effectives exprimant un récepteur d'antigène chimérique (CAR). 10,370,452 couvrant des compositions et des utilisations de cellules T effectives exprimant un récepteur d'antigène chimérique (CAR), où ces cellules T sont dérivées d'une cellule souche pluripotente, y compris une cellule souche pluripotente induite (iPSC)[23].

Le brevet fait l'objet d'une licence pour le produit candidat de cellules T sans récepteur de cellule T (TCR) CD19, connu sous le nom de FT819,,.

## Récompenses
- 2012 William B. Coley Award[26].
- 2013 Sultan Bin Khalifa International Thalassemia Award[27]
- 2017 Passano Laureate and Physician Scientist Award[28]
- 2018 Pasteur-Servier-Weizmann Prize Laureate[29].
- 2019  Jacob and Louise Gabbay Award in Biotechnology and Medicine[30]
- 2019 INSERM International Prize[31]
- 2020 Leopold Griffuel Award[32]
- 2021 ASGCT Outstanding Achievement Award[20]
- 2023 Clarivate Citation Laureates[33]
- 2024 Breakthrough Prize in Life Sciences[34]
- 2024 Canada Gairdner International Award[35]
- 2024 Elu à l'Académie américaine des arts et des sciences[36]

## Principales publications
- avec Anja Krause, Hong-Fen Guo, Jean-Baptiste Latouche, Cuiwen Tan, Nai-Kong V. Cheung : (en) « Antigen-dependent CD28 Signaling Selectively Enhances Survival and Proliferation in Genetically Modified Activated Human Primary T Lymphocytes », Journal of Experimental Medecine,‎ août 1998 (lire en ligne )
- avec Chad May, Stefano Rivella, John Callegari, Glenn Heller, Karen M. L. Gaensler et Lucio Luzzatto : (en) « Therapeutic haemoglobin synthesis in β-thalassaemic mice expressing lentivirus-encoded human β-globin », Nature, vol. 406,‎ 2000, p. 82–86 (lire en ligne)
- avec John Maher, Renier J. Brentjens, Gertrude Gunset, Isabelle Rivière « uman T-lymphocyte cytotoxicity and proliferation directed by a single chimeric TCRζ /CD28 receptor », Nature Biotechnology, no 20,‎ 2002, p. 70–75 (présentation en ligne).
- avec Renier J. Brentjens, Jean-Baptiste Latouche, Elmer Santos, Francesc Marti, Michael C. Gong, Clay Lyddane, Clay, Philip D. King, Steven Larson, Mark Weiss, Isabelle Rivière : « Eradication of systemic B-cell tumors by genetically targeted human T lymphocytes co-stimulated by CD80 and interleukin-15 », Nature Medecine, no 9,‎ février 2003, p. 279-286 (présentation en ligne)
- avec Daniel Hollyman, Jolanta Stefanski, Mark Przybylowski, Shirley Bartido, Oriana Borquez-Ojeda, Clare Taylor, Rymaond Yeh, Vanessa Capacio, Malgorzata Olszewska, James Hosey, Isabelle Riviere : (en) « Manufacturing validation of biologically functional T cells targeted to CD19 antigen for autologous adoptive cell therapy », Journal of Immunotherapy,‎ février 2009, p. 169-180 (lire en ligne).
- avec Renier J. Brentjens, Isabelle Rivière, Jae H. Park, Marco L. Davila, Xiuyan Wang, Jolanta Stefanski, Clare Taylor, Raymond Yeh, Shirley Bartido, Oriana Borquez-Ojeda, Malgorzata Olszewska, Yvette Bernal, Hollie Pegram, Mark Przybylowski, Daniel Hollyman, Yelena Usachenko, Domenick Pirraglia, James Hosey, Elmer Santos, Elizabeth Halton, Peter Maslak, David Scheinberg, Joseph Jurcic, Mark Heaney, Glenn Heller, Mark Frattini : (en) « Safety and persistence of adoptively transferred autologous CD19-targeted T cells in patients with relapsed or chemotherapy refractory B-cell leukemias », Blood, vol. 118, no 18,‎ novembre 2011, p. 4817-4828 (lire en ligne).
- avec Renier J. Brentjens, Isabelle Rivière, Jae H. Park, Marco L. Davila, Xiuyan Wang, Lindsay G. Cowell, Shirley Bartido, Jolanta Stefanski, Clare Taylor, Malgorzata Olszewska,Oriana Borquez-Ojeda, Oriana : (en) « CD19-Targeted T Cells Rapidly Induce Molecular Remissions in Adults with Chemotherapy-Refractory Acute Lymphoblastic Leukemia », Science Translational Medicine, vol. 16, no 177,‎ mars 2013 (présentation en ligne).
- avec Maria Themeli, Christopher C. Kloss, Giovanni Ciriello, Victor D. Fedorov, Fabiana Perna, Mithat Gonen : (en) « Generation of functional tumor-targeted T lymphocytes from human chimeric antigen receptor- engineered induced pluripotent stem cells », Nature biotechnology, vol. 31, no 10,‎ octobre 2013, p. 928-933 (présentation en ligne)
- avec Marco L. Davila, Isabelle Riviere, Xiuyan Wang, Shirley Bartido, Jae H. Park, Kevin Curran, Stephen S. Chung, Jolanta Stefanski, Oriana Borquez-Ojeda, Malgorzata Olszewska, Jinrong Qu : (en) « Efficacy and Toxicity Management of 19-28z CAR T Cell Therapy in B Cell Acute Lymphoblastic Leukemia », Science translational medicine,‎ février 2014 (ISSN 1946-6234).
- avec Justin Eyquem, Jorge Mansilla-Soto, Theodoros Giavridis, Sjoukie J. C. van der Stegen, Mohamad  Hamieh, Kristen M. Cunanan, Ashlesha Odak, Mithat Gönen : (en) « Targeting a CAR to the TRAC locus with CRISPR/Cas9 enhances tumour rejection », Nature, vol. 543, no 7643,‎ mars 2017, p. 113–117 (ISSN 1476-4687, présentation en ligne)
- avec Jae H. Park, Isabelle Rivière, Mithat Gonen, Xiuyan Wang,Brigitte Sénéchal, Kevin J. Curran, Craig Sauter, Yongzeng Wang, Bianca Santomasso, Elena Mead,Mikhail Roshal : (en) « Long-Term Follow-up of CD19 CAR Therapy in Acute Lymphoblastic Leukemia », New England Journal of Medicine, vol. 378, no 5,‎ février 2018, p. 449–459 (ISSN 0028-4793, lire en ligne).
- avec Cynthia E. Dunbar, Katherine A. High, J. Keith Joung, Donald B. Kohn, Keiya Ozawa : (en) « Gene therapy comes of age », Science, vol. 359, no 6372,‎ janvier 2018 (ISSN 0036-8075, lire en ligne).

## Participations professionnelles
Il est membre de :
- CRI Accelerator Leadership[37]
- The American Society for Clinical Investigation[3]
- American Association for Cancer Research (AACR)[38]
- American Society for Clinical Investigation (ASCI)[3]
- American Society of Gene and Cell Therapy (ASGCT)[3]
- American Society of Hematology (ASH)[3]